# Paul Erbes
Julius Ernst Paul Erbes (* 10. Februar 1859 in Volkmarsdorf; † 2. Juni 1909 in Leipzig) war ein deutscher Turner und Turnschriftsteller.

## Leben und Werk
Er war der Sohn des Turnlehrers Johann August Erbes. Zu Ostern 1878 wurde er nach bestandener Reifeprüfung am Realgymnasium Leipzig Einjährig-Freiwilliger. Danach studierte er Mathematik und Naturwissenschaften. 1884 legte er die Fachlehrerprüfung für Turnen in Dresden und 1885 die Staatsprüfung für Kandidaten des höheren Schulamtes an der Universität Leipzig ab. 1886 erhielt er eine Zuweisung als Lehrer an die Nicolaischule in Leipzig. 1887 wechselte er als Lehrer an die Gewerbeschule und gleichzeitig als Vikar an die 1. Städtische Realschule in Leipzig, wo er 1895 zum Oberlehrer und später zum Titular-Professor ernannt wurde.
Erbes war durch seinen Vater bereits frühzeitig der Turnbewegung verbunden und erhielt seine Ausbildung im Allgemeinen Turnverein zu Leipzig, dessen Mitglied er wurde. Mehrere Jahre lang war er Vorsitzender der Vorturnerschaft. Er spezialisierte sich vor allem auf Stabhochsprung. Beim ersten sächsischen Kreisturnfest 1882 in Chemnitz war er unter den Siegern. Als Oberlehrer trat er 1895 in die Redaktion der Deutschen Turnzeitung ein, wo er 1900 verantwortlicher Schriftleiter des Amtsblattes der Deutschen Turnerschaft wurde. 
1906 trat er an Stelle von Rudolf Gasch in den Elferausschuss zur Vorbereitung des Deutschen Turnfestes.
Im Alter von 50 Jahren starb Erbes und wurde auf dem Südfriedhof in Leipzig beigesetzt. 1910 errichtete ihm dort auf seinem Grab der Allgemeine Turnverein ein Denkmal in Form eines hohen Blockes aus Beuchaer Granit mit Medaillonbild, das Professor Adolf Lehnert gestaltet hatte.

## Schriften (Auswahl)
- (mit Rudolf Gasch) (Hrsg.): Vorträge für Turnvereine. Heft 6. Paul Eberhardt, Leipzig 1908.